# جائزة بريطانيا الكبرى للدراجات النارية 2008
جائزة بريطانيا الكبرى للدراجات النارية 2008 هو سباق دراجات نارية أقيم بتاريخ 22 يونيو 2008 في دونينجتون بارك. كان الجولة الثامنة من أصل 18 في سباق الجائزة الكبرى للدراجات النارية موسم 2008. فاز الأسترالي كيسي ستونر بفئة الموتو جي بي بينما جاء الإيطالي فالنتينو روسي في المركز الثاني وحصل على المركز الثالث الإسباني داني بيدروسا.

## وصلات خارجية
- الموقع الرسمي